# شهيد (سميرم)
شهيد هي قرية في مقاطعة سميرم، إيران. يقدر عدد سكانها بـ 664 نسمة بحسب إحصاء 2016.